# Wojcieszków

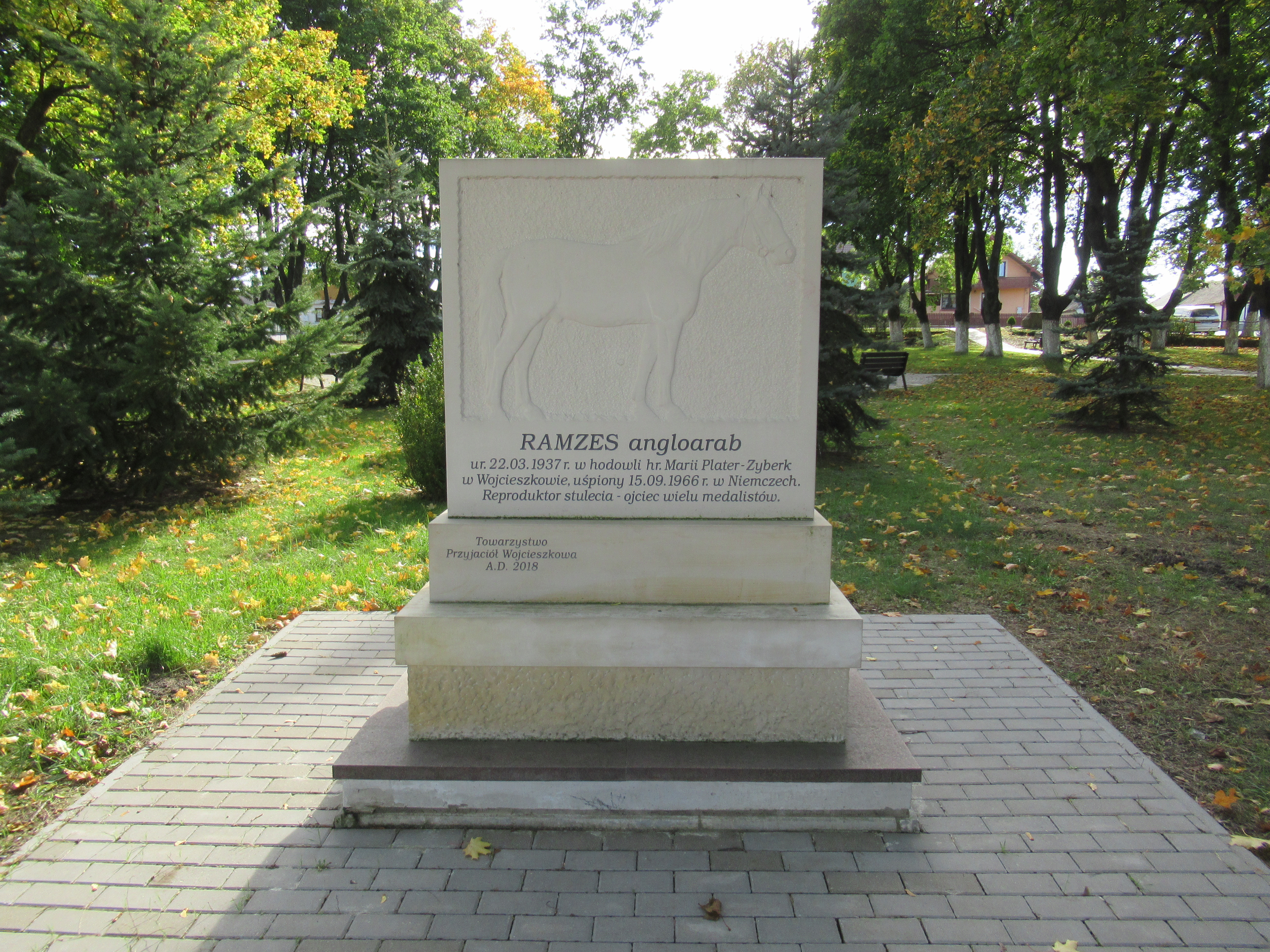
Płskorzeźba Ramzesa na skwerze w Wojcieszkowie

Wojcieszków – wieś w Polsce położona w województwie lubelskim, w powiecie łukowskim, w gminie Wojcieszków. Leży nad Małą Bystrzycą.
Miejscowość jest siedzibą gminy Wojcieszków oraz parafii rzymskokatolickiej Najświętszego Serca Pana Jezusa, należącej do metropolii lubelskiej, diecezji siedleckiej, dekanatu Adamów.
Prywatne miasto szlacheckie lokowane w 1540 roku, położone było w drugiej połowie XVI wieku w ziemi stężyckiej w województwie sandomierskim. W latach 1975–1998 miejscowość administracyjnie należała do województwa siedleckiego.
Wieś stanowi sołectwo w gminie Wojcieszków. Według Narodowego Spisu Powszechnego z roku 2011 wieś liczyła 1093 mieszkańców.

## Części wsi
| SIMC    | Nazwa      | Rodzaj    |
| ------- | ---------- | --------- |
| 0695373 | Gorzelnia  | część wsi |
| 0695380 | Grondy     | część wsi |
| 0695396 | Ogrody     | część wsi |
| 0695404 | Stara Wieś | część wsi |

## Historia
Założycielem wsi był Klemens Bieliński w roku 1437. W tym samym roku biskup krakowski Zbigniew Oleśnicki wydał dokument upoważniający do utworzenia parafii. 21 stycznia 1540 r., na podstawie dokumentu wydanego przez króla Zygmunta I Starego, ówczesny właściciel miejscowości Mikołaj Dzik lokował tu miasto na prawie magdeburskim.

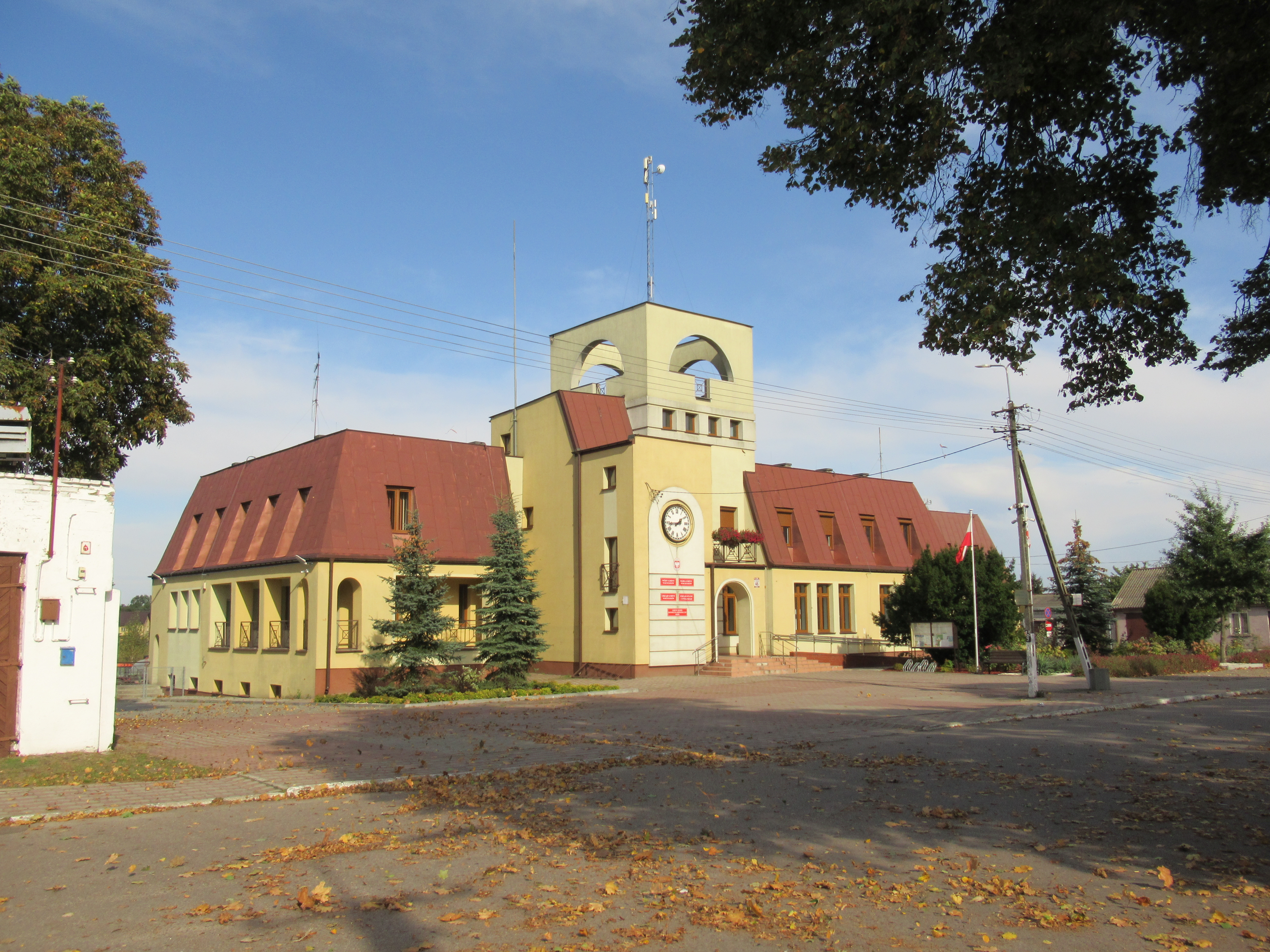
Urząd Gminy Wojcieszków

W roku 1767 powstał drewniany kościół pw. św. Trójcy i św. Barbary. W 1771 r. w miejscowości istniała biblioteka założona przez Suchodolskich – kolejnych właścicieli dóbr. Na przełomie XVIII i XIX w. Platerowie, następni właściciele, wybudowali okazały dwór, który został spalony w roku 1944. Do dziś zachowały się pozostałości parku dworskiego. Platerowie partycypowali także w budowie istniejącego do dziś kościoła (lata 1898–1899).
Wojcieszków posiadał prawa miejskie do 16 października 1821.
Na miejscowym cmentarzu znajduje się grób Marii z Babskich Sienkiewiczowej, trzeciej żony Henryka Sienkiewicza.
22 lipca 1984 roku, w 40. rocznicę ogłoszenia Manifestu PKWN, odsłonięto pomnik ku czci mieszkańców miejscowości poległych podczas II wojny światowej oraz w walce o utrwalanie władzy ludowej.
Na skwerze w rynku znajduje się płaskorzeźba upamiętniająca pochodzącego z wojcieszkowskiej hodowli hr. Marii Plater-Zyberk konia rasy angloarabskiej Ramzesa – jak głosi napis na pomniku – „reproduktora stulecia”.

## Sport
We wsi działa powstały w 1999 roku Ludowy Klub Piłkarski Orkan Wojcieszków, który w sezonie 2020/21 występuje w bialskiej klasie A.